# Pakoštane
Pakoštane es una localidad de Croacia en el ejido del municipio de Novigrad, condado de Zadar.

## Geografía
Se encuentra a una altitud de 4 m s. n. m. a 309 km de la capital nacional, Zagreb.

## Demografía
En el censo 2011 el total de población de la localidad fue de 4 123 habitantes.
- Drage - 893
- Pakoštane - 2 191
- Vrana - 790
- Vrgada - 249

| Gráfica de población de Pakoštane 1857-2011                         |
|                                                                     |
| Según los censos de población de la oficina estadística de Croacia. |